# Scranton (Dakota del Nord)
Scranton è un centro abitato (city) degli Stati Uniti, situato nella Contea di Bowman nello Stato del Dakota del Nord. Nel censimento del 2000 la popolazione era di 304 abitanti. La città è stata fondata nel 1907.

## Geografia fisica
Secondo i rilevamenti dell'United States Census Bureau, la località di Scranton si estende su una superficie di 2,30 km², tutti occupati da terre.

## Popolazione
Secondo il censimento del 2000, a Scranton vivevano 304 persone, ed erano presenti 86 gruppi familiari. La densità di popolazione era di 132,7 ab./km². Nel territorio comunale si trovavano 139 unità edificate. Per quanto riguarda la composizione etnica degli abitanti, il 99,01% era bianco, lo 0,33% era nativo e lo 0,66% apparteneva ad altre razze. La popolazione di ogni razza ispanica corrispondeva allo 0,66% degli abitanti.
Per quanto riguarda la suddivisione della popolazione in fasce d'età, il 26,0% era al di sotto dei 18, il 3,9 fra i 18 e i 24, il 24,0% fra i 25 e i 44, il 28,3% fra i 45 e i 64, mentre infine il 17,8% era al di sopra dei 65 anni di età. L'età media della popolazione era di 43 anni. Per ogni 100 donne residenti vivevano 96,1 maschi.